# Grand Prix automobile de Marseille
Le Grand Prix automobile de Marseille est un Grand Prix créé en 1932 et couru pour la dernière fois en 1952 lors de la Xe édition. La course a pu se tenir sur les circuits du Parc Borély et de l'avenue du Prado à Marseille ainsi qu'au circuit de Miramas dans les Bouches-du-Rhône.
L'épreuve fait partie du calendrier secondaire 1932, 1933, 1946, 1947 et 1949 des Grand Prix automobile, l'ancêtre du championnat du monde de Formule 1. 
Avec la création du championnat du monde de F1 en 1950, les éditions 1950, 1951 et 1952 se courent en Formule 2.
Le pilote le plus titré est le Français Raymond Sommer qui s'impose à trois reprises, et Juan Manuel Fangio, Alberto Ascari ou Giuseppe Farina, tous trois champion du monde des pilotes de Formule 1, ont pu participer à des éditions du Grand Prix de Marseille.

## Palmarès
| Année | Vainqueur          | Écurie         | Circuit         | Résultats |
| ----- | ------------------ | -------------- | --------------- | --------- |
| 1932  | Raymond Sommer     | Alfa Romeo     | Miramas         | Résultats |
| 1933  | Louis Chiron       | Alfa Romeo     | Miramas         | Résultats |
| 1936  | « Michel Paris »   | Delahaye 135CS | Miramas         | Résultats |
| 1937  | Raymond Sommer     | Talbot T150C   | Miramas         | Résultats |
| 1946  | Raymond Sommer     | Maserati       | Avenue du Prado | Résultats |
| 1947  | Eugène Chaboud     | Talbot         | Avenue du Prado | Résultats |
| 1949  | Juan Manuel Fangio | Simca-Gordini  | Parc Borély     | Résultats |
| 1950  | Luigi Villoresi    | Ferrari        | Parc Borély     | Résultats |
| 1951  | Luigi Villoresi    | Ferrari        | Parc Borély     | Résultats |
| 1952  | Alberto Ascari     | Ferrari        | Parc Borély     | Résultats |

## Remarques

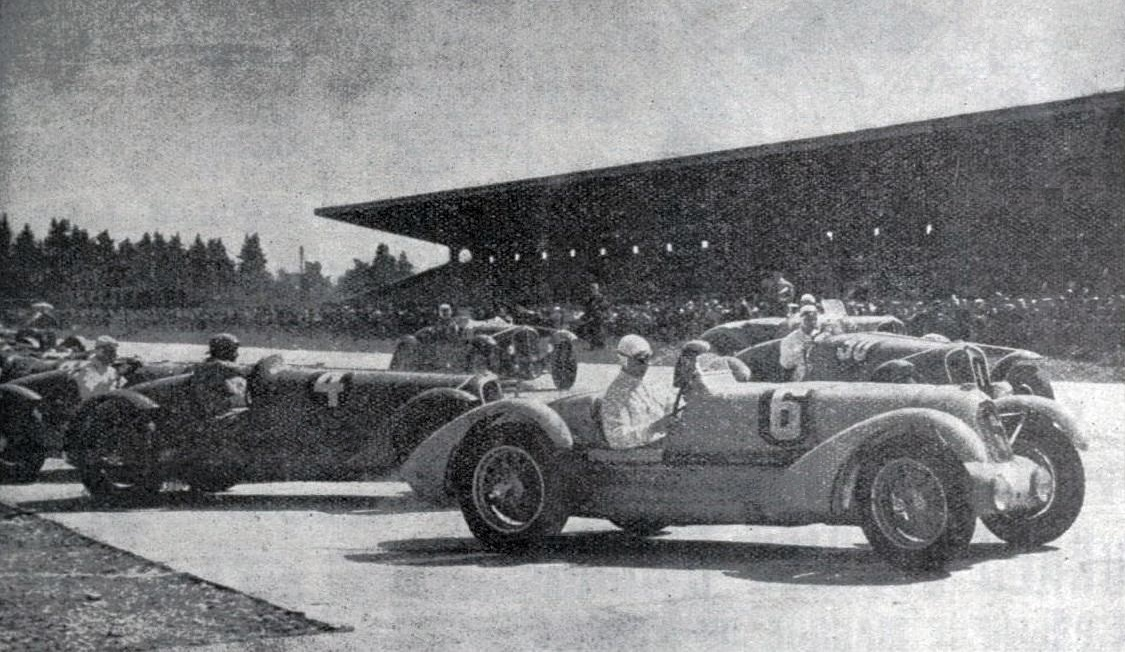
Départ de l'édition 1937 des 3 Heures de Marseille.

- En 1925[6] et 1926[7], le Moto Club de Marseille organise préalablement ses propres Grand Prix en nom propre, à Miramas en 1925 pour cyclecars (vainqueur Didier sur Salmson VAL), puis simultanément encore à Miramas pour cyclecars (vainqueur Jourdan sur Giraud Speciale) et surtout au circuit de La Baule en Formule libre le même jour (vainqueur « Foc », sur Bugatti T37A).
- En 1936 et 1937, en réponse à la domination des monoplaces allemande dans les épreuves de Grand Prix depuis quelques saisons, la France organise une série d'épreuves pour voitures de sport, dont deux à Marseille (ainsi qu'à Reims-Gueux). L'édition de 1936 répond à l'appellation de 3 Heures de Marseille qui sera encore employée en 1952.
- En 1946, Amédée Gordini remporte la Ire Coupe de L'Entr'aide Francaise, une compétition de Formule 2 organisée cette fois au Prado[8].
- Entre 1950 et 1952, les courses sont encore organisées dans le cadre de la Formule 2 (en championnat de France F2 pour la dernière année).